# Valles Marineris
A Valles Marineris egy kanyon a Marson, kb. 4500 km hosszú, 7–10 km mély és átlagban 50–200 km széles, ami egy 600 km széles depresszióval (mélyföld) egyesül. Ez a Naprendszer legnagyobb kanyonja. Nagyjából kelet-nyugati irányú, az egyenlítő alatt helyezkedik el.
Első ízben a Mars első műholdja, a Mariner–9 készített róla fényképeket 1971-72-ben.

## Eredete

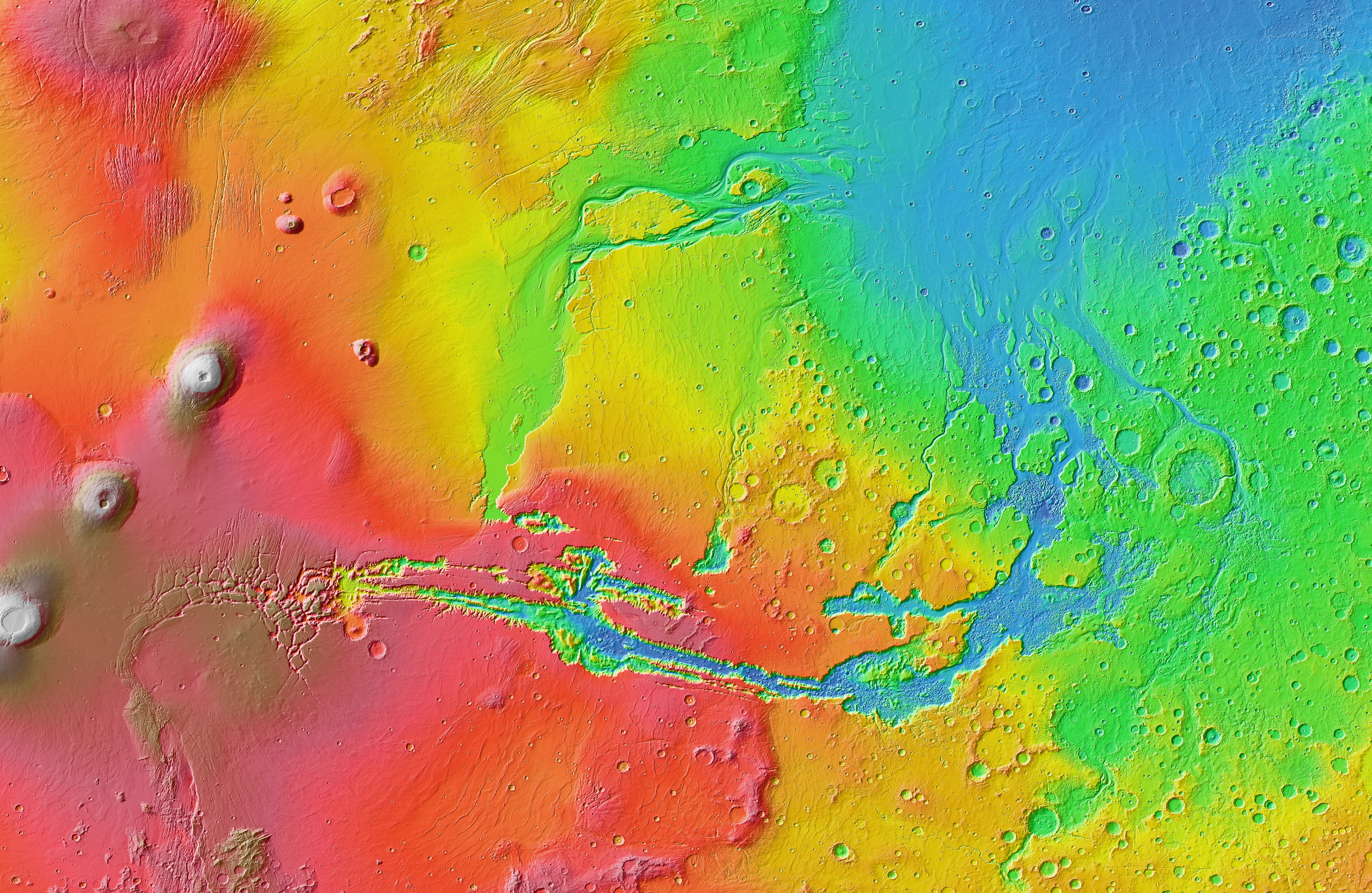
A Valles Marineris és kifolyási csatornáinak magassági ábrázolása a MOLA műhold mérései alapján

Geológiai törésvonalról van szó, ami a Mars kialakulásának korai szakaszában jött létre. A Mars litoszférája nagyjából 200 km vastag (jóval vastagabb, mint a Földé). Ezért nem tudott elcsúszni vagy széttörni - ahogy a Föld esetében történik - hanem csak szétválni.